# Michael Schimpelsberger
Michael Schimpelsberger (Linz, 12 februari 1991) is een Oostenrijks voetballer die als middenvelder of verdediger speelt.

## Carrière

### Jeugd
Schimpelsberger begon zijn voetbalcarrière in 1998 bij Union Neuhofen/Krems. Na vier jaar vertrok hij naar LASK Linz. Drie jaar later veranderde hij wederom van club. Ditmaal vertrok hij naar FK Austria Wien. Ook hier zou hij niet lang blijven. Na twee jaar maakte hij de overstap naar Red Bull Salzburg. Eind 2007 maakte Schimpelsberger op 16-jarige leeftijd voor een bedrag van € 30.000,- de overstap naar het Nederlandse FC Twente, alwaar hij in het beloftenelftal terechtkwam. Een paar maand later werd hij met dat elftal landskampioen in de beloftencompetitie onder trainer Cees Lok. In seizoen 2009/10 posteerde de nieuwe trainer bij het beloftenelftal (René Hake) hem een linie naar achteren in het centrum van de verdediging. In de tweede seizoenshelft werd hij aanvoerder van het elftal.

### FC Twente
Op 30 oktober 2010 maakte Schimpelsberger zijn debuut in het eerste elftal van FC Twente. In de tweede helft in de uitwedstrijd tegen PSV viel hij in voor de eveneens debuterende Thilo Leugers. Het duel werd met 0-1 door FC Twente gewonnen. Een paar dagen later mocht hij ook in het Champions League duel tegen Werder Bremen invallen. Hij was direct belangrijk met een assist op Nacer Chadli. Het duel werd met 0-2 gewonnen. In totaal speelde Schimpelsberger vier duels in het eerste elftal. In de winterstop koos hij er echter voor om een contract bij Rapid Wien te tekenen.

### Rapid Wien
In januari 2011 vervolgde Schimpelsberger zijn carrière in zijn thuisland Oostenrijk. Hij tekende tot medio 2014 bij Rapid Wien. In 2019 ging hij naar SKN Sankt Pölten.

## Erelijst
- Landskampioen beloftencompetitie Nederland: 2008 (Jong FC Twente)

## Statistieken
| Seizoen         | Club             |                     | Competitie      | Competitie | Competitie | Beker | Beker | Internationaal | Internationaal | Overig | Overig | Totaal | Totaal |
| Seizoen         | Club             | Wed.                | Competitie      | Dlp.       | Wed.       | Dlp.  | Wed.  | Dlp.           | Wed.           | Dlp.   | Wed.   | Dlp.   |        |
| --------------- | ---------------- | ------------------- | --------------- | ---------- | ---------- | ----- | ----- | -------------- | -------------- | ------ | ------ | ------ | ------ |
| 2010/11         | FC Twente        | Vlag van Nederland  | Eredivisie      | 2          | 0          | 1     | 0     | 1              | 0              | 0      | 0      | 4      | 0      |
| Club totaal     | Club totaal      | Club totaal         | Club totaal     | 2          | 0          | 1     | 0     | 1              | 0              | 0      | 0      | 4      | 0      |
| 2010/11         | Rapid Wien       | Vlag van Oostenrijk | Bundesliga      | 6          | 0          | 0     | 0     | -              | -              | -      | -      | 6      | 0      |
| 2011/12         | Rapid Wien       | Vlag van Oostenrijk | Bundesliga      | 26         | 0          | 2     | 0     | -              | -              | -      | -      | 28     | 0      |
| 2012/13         | Rapid Wien       | Vlag van Oostenrijk | Bundesliga      | 16         | 0          | 2     | 0     | 6              | 0              | -      | -      | 24     | 0      |
| 2013/14         | Rapid Wien       | Vlag van Oostenrijk | Bundesliga      | 3          | 0          | 0     | 0     | -              | -              | -      | -      | 3      | 0      |
| 2014/15         | Rapid Wien       | Vlag van Oostenrijk | Bundesliga      | 0          | 0          | 0     | 0     | -              | -              | -      | -      | 0      | 0      |
| 2015/16         | Rapid Wien       | Vlag van Oostenrijk | Bundesliga      | 2          | 0          | 1     | 0     | -              | -              | -      | -      | 3      | 0      |
| Club totaal     | Club totaal      | Club totaal         | Club totaal     | 53         | 0          | 5     | 0     | 6              | 0              | 0      | 0      | 64     | 0      |
| 2016/17         | Wacker Innsbruck | Vlag van Oostenrijk | Erste Liga      | 24         | 0          | 1     | 0     | -              | -              | -      | -      | 25     | 0      |
| 2017/18         | Wacker Innsbruck | Vlag van Oostenrijk | Erste Liga      | 28         | 0          | 1     | 0     | -              | -              | -      | -      | 29     | 0      |
| Club totaal     | Club totaal      | Club totaal         | Club totaal     | 52         | 0          | 2     | 0     | 0              | 0              | 0      | 0      | 54     | 0      |
| Carrière totaal | Carrière totaal  | Carrière totaal     | Carrière totaal | 107        | 0          | 8     | 0     | 7              | 0              | 0      | 0      | 122    | 0      |

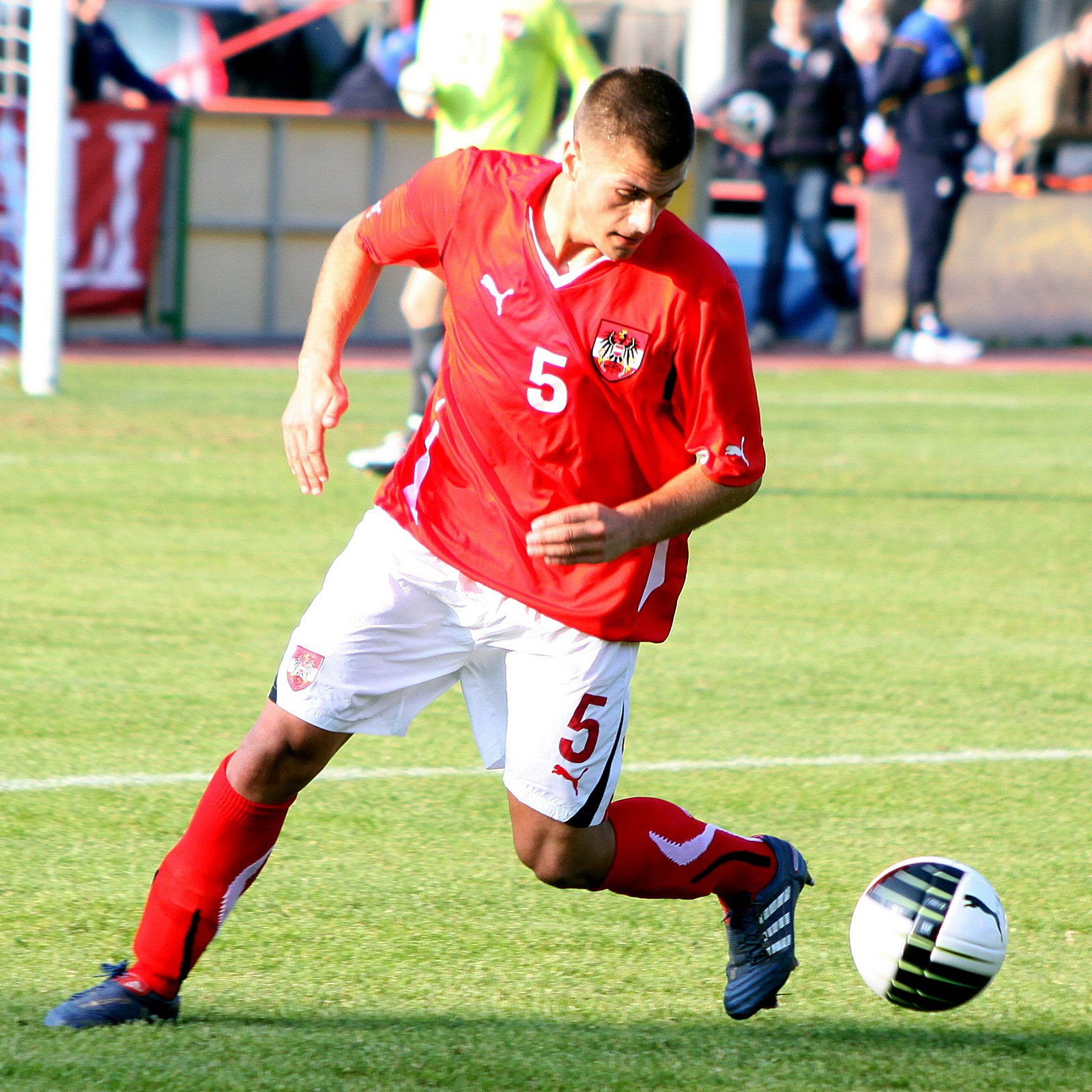
Michael Schimpelsberger, Oostenrijk -21 (2010)

Laatste update: 23 aug 2011 17:04 (CEST)